# سوزافیه
سوزافیه یا مدرسه‌های صاحب‌منصبان آموزشگاه‌هایی بودند که در دهه ۱۲۹۰ خورشیدی توسط فرماندهان سوئدی ژاندارمری در شهرهای شیراز، قزوین، اصفهان، و مشهد تأسیس شدند. 
مدت آموزش در این مدارس ۲ ماه بود و دانشجویان در زمینه کارپردازی و انبارداری آموزش می‌دیدند.
همچنین دوره‌هایی برای آموزش نعلبندی و بیطاری و دامپزشکی نیز به وسیله همین افسران تشکیل شد. مدارس سوزافیه پس از تأسیس مدرسه کاندیدا افسیه ساخته شدند.